# Placebo
Placebo (z latinského placebo – potěším) je neúčinná látka, která je upravena do stejné formy jako lék (stejný vzhled, stejná chuť). Analogicky lze použít pojem placebo i pro jiný terapeutický postup (například terapeutický přístroj nebo formu psychoterapie), u kterého se nepředpokládá, že by byl jeho terapeutický vliv vyšší než jen nespecifický psychoterapeutický vliv léčení. 
Placebo se používá pro terapii kontrolní skupiny při testování účinností léků a terapeutických přístrojů či postupů. Pokud se prokáže, že účinek testovaného léku na pacienty je statisticky významně lepší než účinnost placeba na náhodně vybranou kontrolní skupinu jiných pacientů, lze tento lék považovat za prokazatelně účinný.  
Vliv na účinnost placeba má také to, zda člověk ví, že je to placebo. Pokud pacient od placeba očekává negativní účinky (zhoršení svého stavu), nazývá se takové placebo slovem nocebo (latinsky „uškodím“).

## Efekt placeba
Používání placeba při testování se zdůvodňuje tzv. efektem placeba (placebo efektem). Jde o to, že i použití věcně neúčinné terapie (placeba) může mít pozitivní dopad na pacientův zdravotní stav. To se vysvětluje jednak autosugescí pacienta (pacient se domnívá, že je účinně léčen a že se má jeho zdravotní stav zlepšit a toto očekávaní samo se u něj promítne v potlačování negativních změn a zveličování těch pozitivních, což vyústí v pocit zlepšení), a jednak tím, že už samo vědomí, že je o něj dobře a odborně pečováno, pacienta uklidní a může způsobit reálné zlepšení zdravotního stavu, neboť zklidnění a zlepšení psychického stavu má samozřejmě jistou odezvu i ve fyziologii organismu.
Placebo působí na různé lidi různě silně; lze dokonce nalézt i geny pro placebo efekt. Účinnost placeba se také liší u jednotlivých typů nemocí. Například bolest nebo deprese reagují na placebo poměrně silně, naopak rakovina je obvykle ovlivněna jen minimálně co se týče pravděpodobnosti vyléčení (na placebo však mohou reagovat některé její průvodní jevy).
Efektem placeba spolu s přirozeným uzdravením pacienta se vysvětluje léčebný účinek prostředků alternativní medicíny, které postrádají vlastní, specifickou účinnost. Placebo efekt se samozřejmě uplatňuje i při použití prostředků vědecké medicíny, které ovšem mají navíc své specifické látkové nebo fyzikální působení. 
Účinnost placebo efektu je omezená a není u všech pacientů stejně velká. Placebo efekt odeznívá postupně, většinou asi po 3 týdnech. Ovlivňuje především psychiku, a jen zčásti tělesný stav. Prostředky alternativní medicíny, založené na placebo efektu, jsou účinné jen u některých chorob, převážně u psychických potíží nebo u chorob psychosomatických, ale u většiny ostatních chorob, kde je nutná příčinná, etiologická léčba, má placebo efekt jen pomocný význam. Efekt placeba lze srovnat s mechanismem působení mnoha jiných metod, které jsou zaměřeny na ovlivnění vědomí nemocného, jako jsou např. sugesce, hypnóza, relaxační metody, metoda zvaná „pozitivní zdraví“ i všechny způsoby léčení vírou.